# جامعة أمستردام
جامعة أمستردام University of Amsterdam هي جامعة حكومية للبحث العلمي، تقع في مدينة أمستردام بهولندا. تأسست عام 1632، وهي ثالث أقدم جامعة في هولندا.
تعتبر من أكبر جامعات أوروبا للبحث العلمي، فيها حوالي 32000 طالب وتصدر 7900 منشور علمي في السنة. وهي أكبر جامعة من حيث عدد الطلاب في هولندا، ولها أكبر حرم جامعي أيضا، والذي يقع في وسط مدينة أمستردام.

## الكليات
تضم سبع كليات هي العلوم الإنسانية والاجتماعية والسلوكية والاقتصاد والأعمال والعلوم والقانون والطب وطب الأسنان. أخرجت الجامعة ستة ممن حصلوا على جائزة نوبل وسبعة ممن حصلو على جائزة سبينوزا. وفي عام 2010 كان ترتيبها 56 عالميا و 17 أوروبيا والأولى في هولندا.
الجامعة عضو برابطة الجامعات البحثية الأوروبية، وبها مكتبة ضخمة تضم حوالي أربعة ملايين مجلد، كما يتبعها عدد من المكتبات الخاصة.

## معرض صور

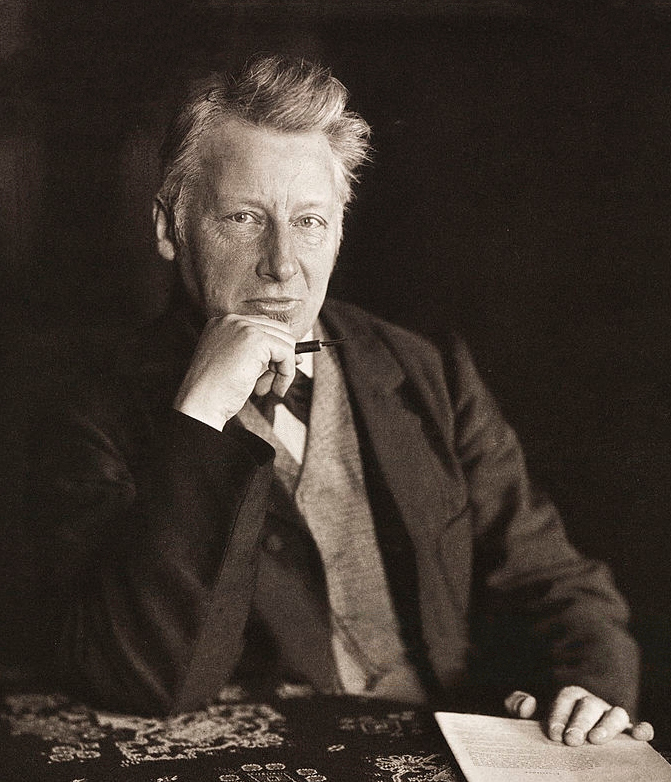
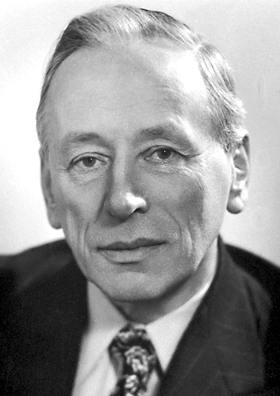
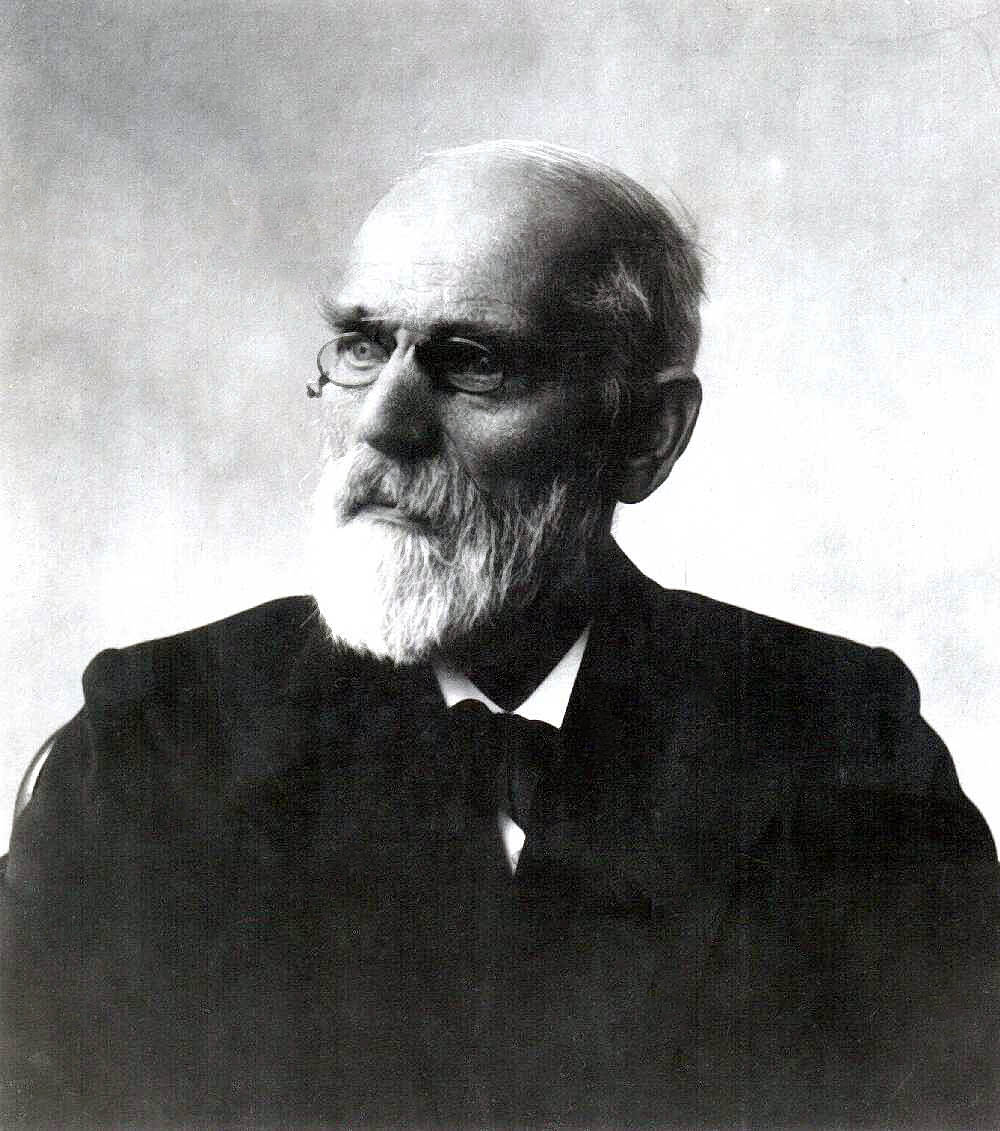
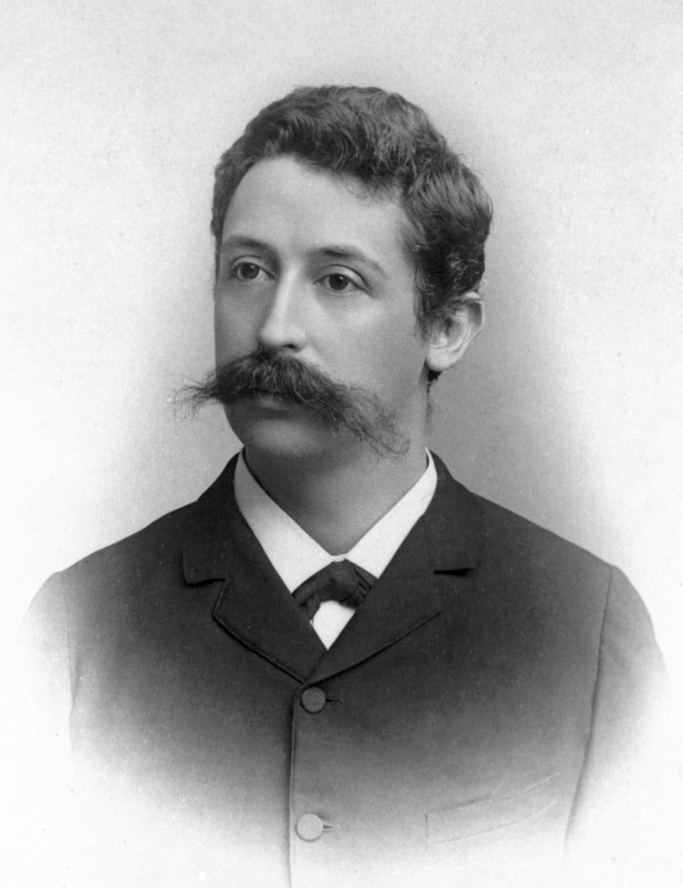
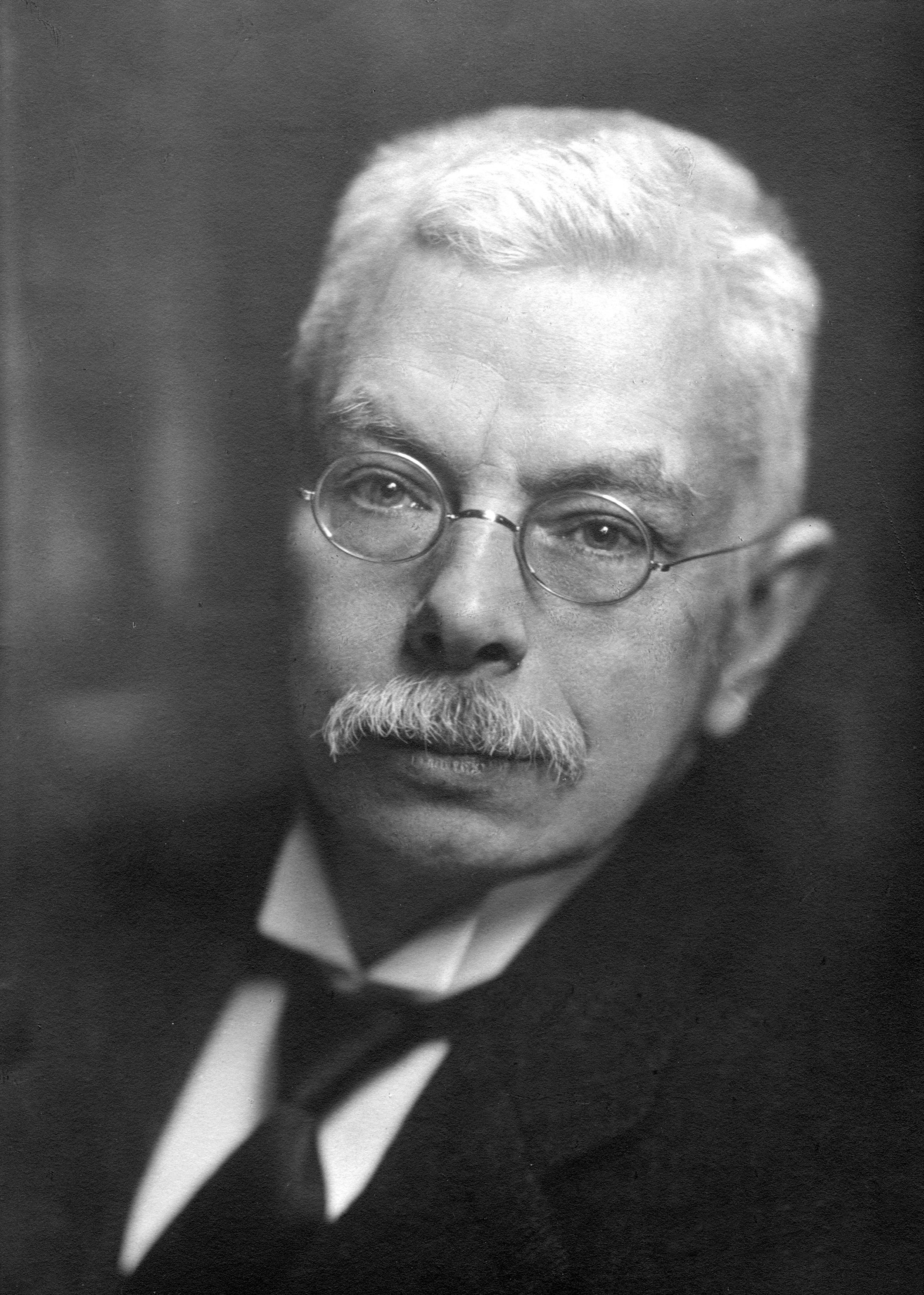

## خريجون بارزون
- إيلكاي آلتنتس
- أبراهام بايز
- أد ميلكرت
- أرنولد دريسدن
- ألبرت جان فان دن بيرغ
- ألبرت جاي ر. هيك
- أندريه كويبرز
- أنطون بارتن
- أنطوني بانيكوك
- أور روزنتال
- أولغا فيشر